# Sankt Wendel
Sankt Wendel er en by i det nordøstlige Saarland i Tyskland. Den ligger ved floden Blies 36 km norøst for Saarbrücken, hovedstaden i Saarland, og er opkaldt efter Sankt Wendelin af Trier.